# Clow Island
Clow Island ist eine 1 km lange Insel im ostantarktischen Viktorialand. Sie liegt im östlichen Teil des Fryxellsees im Taylor Valley.
Die Insel war ursprünglich eine Halbinsel, bis in den 1980er Jahren der Pegel des Fryxellsees stieg und dadurch der östliche Abschnitt überspült wurde. Das Advisory Committee on Antarctic Names benannte die Insel im Jahr 2000 nach Gary D. Clow vom United States Geological Survey, der von 1985 bis 1986 die Wechselwirkungen von Sand und Eis in den ganzjährig zugefrorenen Seen des Taylor Valley und zwischen 1993 und 1996 in zwei Kampagnen die glaziale Geophysik des Taylor Dome untersucht hatte.